# Liste der Abgeordneten zum Oberösterreichischen Landtag (XV. Wahlperiode)
Diese Liste der Abgeordneten zum Oberösterreichischen Landtag (XV. Wahlperiode) listet alle Abgeordneten zum Oberösterreichischen Landtag in der XV. Wahlperiode auf. Die Wahlperiode reichte vom 1. November 1934 bis zum 18. März  1938. Die Zusammensetzung des Landtages erfolgte nicht durch Wahlen, sondern wurde während der Zeit des Ständestaates nach Ständen besetzt. Zu den Berufsständen zählten die Kulturellen Gemeinschaften (K), die Land- und Forstwirtschaft (L/F), Industrie und Bergbau (I/B), Gewerbe (G), Handel und Verkehr (H/V), die Freien Berufe (FB), der Öffentliche Dienst (ÖD) sowie das Geld-, Kredit- und Versicherungswesen (GKV).

## Funktionen

### Landtagspräsidium
Das Landtagspräsidium setzte sich aus dem Landtagspräsidenten Peter Mandorfer, den Vizepräsidenten Rudolf Freyer und Matthias Dallinger sowie dem Landeshauptmann Heinrich Gleißner und dem Landesstatthalter Heinrich Wenninger zusammen.

### Landtagsabgeordnete
| Name                   | Fraktion | Anmerkung                                              |
| ---------------------- | -------- | ------------------------------------------------------ |
| Bommer Rudolf          | G        |                                                        |
| Dallinger Matthias     | I/B      |                                                        |
| Depiny Adalbert        | K        |                                                        |
| Eiblhuber Franz        | K        |                                                        |
| Emminger Anton         | L/F      |                                                        |
| Falkensammer Ferdinand | I/B      | ab 6. Mai 1936 für Georg Meindl                        |
| Fischer Ludwig         | H/V      |                                                        |
| Freyer Rudolf          | G        |                                                        |
| Gaisbauer Franz        | I/B      | bis 15. Juli 1936                                      |
| Ganglberger Josef      | L/F      | bis 7. August 1935                                     |
| Grabner Rupert         | ÖD       | ab 1. April 1937 für Jakob Mayr                        |
| Handel Maximilian      | L/F      |                                                        |
| Helm Josef             | L/F      |                                                        |
| Hiermann Ludwig        | G        |                                                        |
| Hofer Josef            | L/F      | ab 30. September 1935 für Josef Ganglberger            |
| Hüper Albert           | I/B      |                                                        |
| Janak Alois            | I/B      | bis 15. Juli 1936                                      |
| Jungwirth Alois        | L/F      |                                                        |
| Koch Ludwig            | G        |                                                        |
| Köhler Karl            | H/V      |                                                        |
| Korninger Johann       | G        | ab 24. Juni 1936 für Ignaz Woisetschläger              |
| Kotzmann Leopold       | ÖD       |                                                        |
| Kriz Franz             | I/B      |                                                        |
| Lechner Franz          | H/V      |                                                        |
| Leitner Max            | L/F      |                                                        |
| Mader Josef            | L/F      |                                                        |
| Mandorfer Peter        | L/F      |                                                        |
| Mayr Jakob             | ÖD       | bis 30. März 1937 für ÖD, danach kirchlicher Vertreter |
| Meindl Georg           | I/B      | bis 6. Mai 1936                                        |
| Meisinger Michael      | L/F      |                                                        |
| Niederberger Karl      | FB       |                                                        |
| Obermayr Martin        | L/F      |                                                        |
| Ohnmacht Karl          | K        | bis 15. Juli 1936                                      |
| Pernkopf Peter         | L/F      |                                                        |
| Riha Hans              | I/B      | ab 15. Juli 1936 für Alois Janak                       |
| Ritt Josef             | L/F      |                                                        |
| Rockenschaub Johann    | L/F      |                                                        |
| Trautenberger Adam     | GKV      |                                                        |
| Weller Karl            | L/F      |                                                        |
| Wenzlhuber Franz       | L/F      |                                                        |
| Woisetschläger Ignaz   | G        | bis 24. April 1936                                     |
| Zehetner Josef         | K        |                                                        |